# Pierre-François Villaret
Pour les articles homonymes, voir Villaret.
Pierre-François Villaret, né à Milhaud (Gard), le 29 avril 1830 et mort à Suresnes le 28 avril 1896, est un ténor français.

## Biographie
Pierre-François Villaret passe toute sa jeunesse à Nîmes où il est brasseur avant de monter sur une scène.  Il reçoit ses premières leçons de musique par son ami le professeur Rousselet. Il est ensuite contremaître dans une importante brasserie de la ville de Beaucaire. Il quitte la société chorale de Nîmes, et se présente à la société de Beaucaire l'Orphéon La Martyillère. 
Quelques années plus tard, à Avignon, M. Brun, compositeur, directeur de l'orphéon d'Avignon, s'intéresse à lui et se promet d'en faire un chanteur émérite et lui fait apprendre le rôle d'Arnold dans Guillaume Tell. En mai 1862, Brun le présente au célèbre avocat Nogent de Saint-Laurent, de passage à Orange, qui l'engage à se faire entendre à Paris et lui offre sa protection. Villaret se décide à venir à Paris. On le présente à Ambroise Thomas et à Alphonse Royer, directeur de l'Opéra de Paris, en recherche d'un ténor. En août 1862, Royer l'auditionne et l'engage immédiatement aux appointements de 5,000 fr, par an. Eugène Vauthrot dirige ses études. Le 20 mars 1863, Villaret se fait entendre pour la première fois à Paris dans ce même rôle de Guillaume Tell.
Il devient premier ténor de l'Opéra. Lors de la reprise de Robert le Diable, la critique est unanime à lui adresser ses félicitations : Le Gaulois dit : « Villaret a affronté avec succès ce rôle terrible et il en est sorti tout à son honneur ; sa voix se prête merveilleusement aux douces mélodies. Cette tentative est des plus honorables pour Villaret, et je ne vois personne qui pourrait en ce moment s'y montrer supérieur. » .
Il quitte la scène le 30 octobre 1882. Il est enterré dans le cimetière Carnot de Suresnes. Milhaud lui rend hommage en baptisant la salle des fêtes de son nom.

## Répertoire
Villaret chanta à l'Opéra de Paris Henri, des Vêpres siciliennes, dans une reprise en 1863, occasion pour laquelle Verdi écrivit pour lui la romance Ô toi que j'ai chérie, qui substitua l'air original d'Henri au quatrième acte  ; Raoul, des Huguenots ; Manrique, du Trouvère; Eléazar, de La Juive. Vasco, dans une reprise de L'Africaine ; Jean, dans Le Prophète; Max, dans Le Freischütz; Admète, dans Alceste; Ottavio, dans Don Juan; Masaniello, dans La Muette; et Robert, dans Robert le Diable.

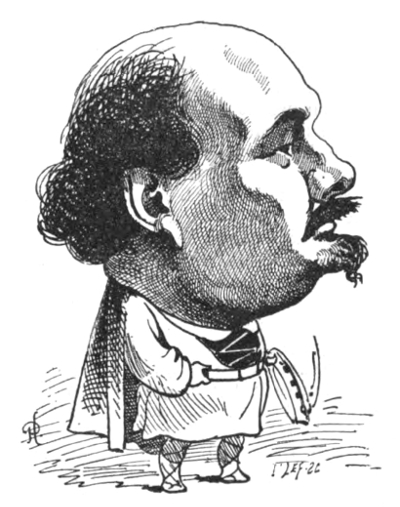
Caricature de Pierre-François Villaret en 1875 dans Le Trombinoscope.

## Source
- Le Ménestrel, Paris, 1833-1940 (lire en ligne), lire en ligne sur Gallica